# Bercianos del Real Camino (kommunhuvudort)
Bercianos del Real Camino är en kommunhuvudort i Spanien.   Den ligger i provinsen Provincia de León och regionen Kastilien och Leon, i den norra delen av landet, 250 km nordväst om huvudstaden Madrid. Bercianos del Real Camino ligger 856 meter över havet och antalet invånare är 205.
Terrängen runt Bercianos del Real Camino är platt. Runt Bercianos del Real Camino är det glesbefolkat, med 15 invånare per kvadratkilometer. Närmaste större samhälle är Sahagún, 9,6 km öster om Bercianos del Real Camino. Trakten runt Bercianos del Real Camino består till största delen av jordbruksmark.